# Norrbölesån
Der Norrbölesån ist ein Fluss in der Gemeinde Örnsköldsvik, in der schwedischen Provinz Västernorrlands län. Er entspringt im Tjärnbodtjärnen und fließt von dort in südlicher Richtung nach Norrböle, auf dem halben Weg liegt der Mjösjön in einem Sumpfgebiet. Nach neun Kilometern mündet der Norrbölesån mit einem kleinen Delta in den Anundsjösjön.